# Borbacha fuscescentior
Borbacha fuscescentior là một loài bướm đêm trong họ Geometridae.